# Wolfgang März
Wolfgang März (* 7. April 1955 in Augsburg) ist ein deutscher Rechtswissenschaftler und Lehrstuhlinhaber an der Universität Rostock.
Nach seinem Abitur 1974 leistete März zwei Jahre Wehrdienst. 1976 nahm er dann das Studium der Rechtswissenschaft, der Neueren Geschichte und der Philosophie an der Universität München auf; 1979 wechselte er an die Universität Tübingen, wo er 1981 die Erste juristische Staatsprüfung ablegte. Nach dem Abschluss seines restlichen Studiums war er von 1983 bis 1996 zunächst als wissenschaftliche Hilfskraft, dann als Wissenschaftlicher Angestellter und schließlich als Wissenschaftlicher Assistent am Lehrstuhl für Öffentliches Recht von Wolfgang Graf Vitzthum an der Universität Tübingen tätig. Während dieser Zeit wurde er 1988 mit einer verfassungsrechtlichen Arbeit zum Thema Bundesrecht bricht Landesrecht promoviert; 1996 folgte seine Habilitation mit einer verfassungsgeschichtlichen Arbeit zur „Diktatur des Reichspräsidenten“. Nach Lehrstuhlvertretungen an den Universitäten Düsseldorf (Lehrstuhl für Öffentliches Recht), Freiburg (Lehrstuhl für Öffentliches Recht, Kirchenrecht und Rechtsphilosophie) und Rostock (Lehrstuhl für Öffentliches Recht und Rechtsphilosophie) wurde er 1998 ordentlicher Professor an der Juristischen Fakultät der Universität Rostock, wo er seitdem den Lehrstuhl für Öffentliches Recht und Verfassungsgeschichte innehat.
März’ Forschungsschwerpunkte sind das Staatsrecht und die Verfassungsgeschichte.

## Veröffentlichungen (Auswahl)
- Bundesrecht bricht Landesrecht. Eine staatsrechtliche Untersuchung zu Artikel 31 des Grundgesetzes, Dissertation, Universität Tübingen 1988.
- Bundeswehr in Somalia. Verfassungsrechtliche und verfassungspolitische Überlegungen zur Verwendung deutscher Streitkräfte in VN-Operationen (= Tübinger Schriften zum Staats- und Verwaltungsrecht, Bd. 21). Duncker & Humblot, Berlin 1993, ISBN 3-428-07871-3.
- Die Verfassungsentwicklung in Mecklenburg-Vorpommern, in: JöR, N.F., Bd. 54 (2006), S. 175–306.
- Eine gewisse Unsterblichkeit: Carl Sartorius (1865–1945) und Felix Stoerk (1851–1908), in: Joachim Lege (Hrsg.): Greifswald – Spiegel der deutschen Rechtswissenschaft 1815 bis 1945, Tübingen 2009, S. 223–252.